# Straßendorf

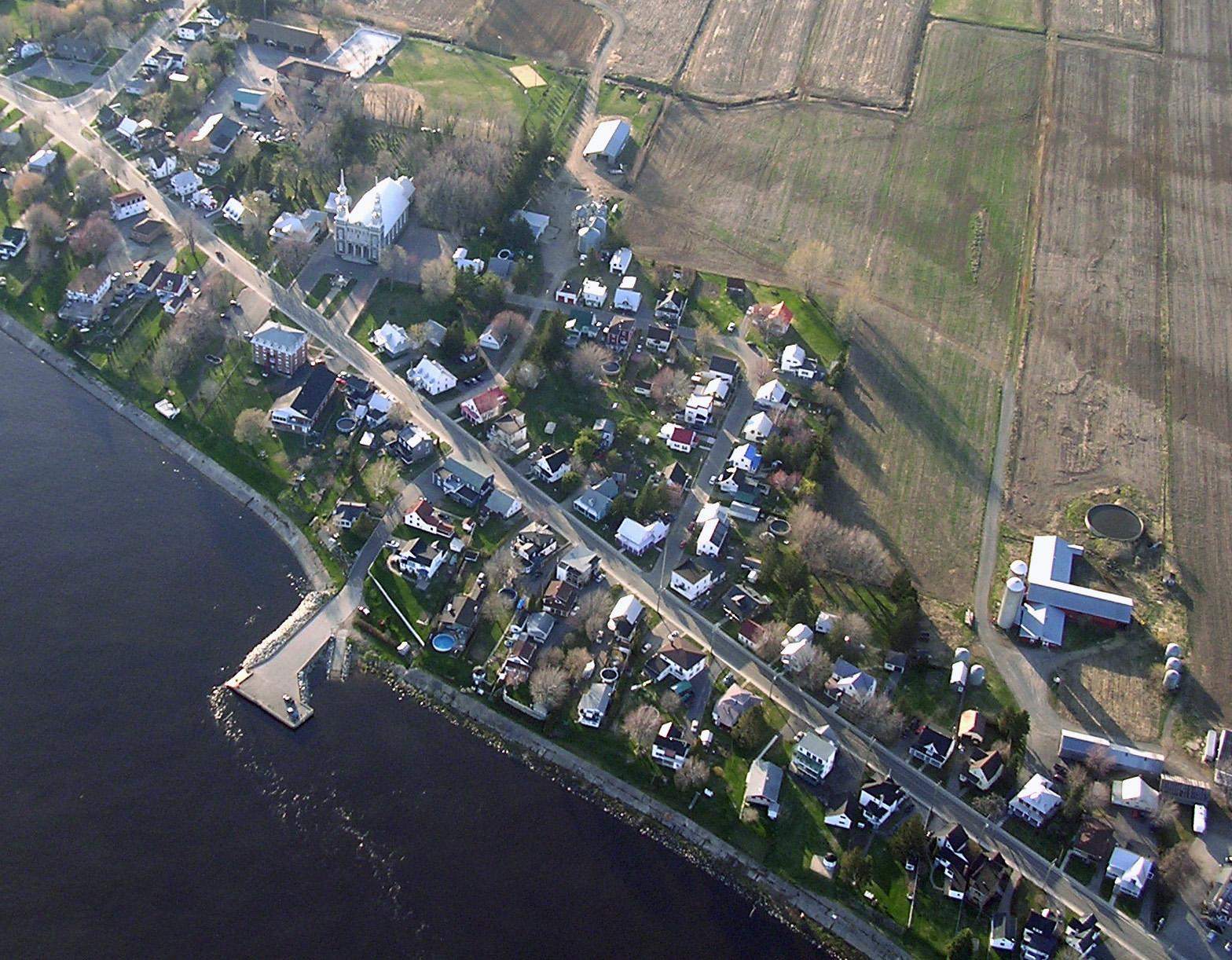
Luftbild eines Straßendorfs (Champlain (Québec), Kanada, 2006)

Vereinfachtes Beispiel eines Straßendorfes mit Gabelung

Ein Straßendorf ist eine dörfliche Siedlungsform und eine besondere Art des Reihendorfs. Straßendörfer gibt es sowohl geregelt (planmäßige Anlage oftmals durch systematische Kolonisierung) als auch ungeregelt (gewachsene Form). Straßendörfer sind in Europa, vor allem in Mitteleuropa, weit verbreitet. Ist die zentrale Straße schmal und kurz, werden auch die Begriffe Gassendorf bzw. Wegedorf verwendet.
Wie beim Reihendorf ist auch beim Straßendorf ein langgestrecktes topografisches Objekt, aber eingeschränkt auf Straße oder Weg, vorhanden. Die Höfe oder Hofstellen liegen meist in regelmäßigen Abständen und unmittelbar mit den Wohngebäuden und Nebenanlagen wie Ställen, Scheunen, Mauern, Zäunen, Gärten am Verkehrsweg liegend, angelegt. Wie das Reihendorf, so ist auch das Straßendorf dadurch gekennzeichnet, dass, wenn die örtlichen Gegebenheiten und Geländebedingungen es ermöglichen, jeweils am Anfang und am Ende des Straßendorfes noch weiter gesiedelt, das heißt noch weitere Hofstellen oder Wohngrundstücke angelegt werden können. In neuerer Zeit werden bei Bedarf auch weitere, oftmals parallel laufende Straßen angelegt.
Straßendörfer findet man häufig auch an wichtigen Straßenkreuzungen. 

## Weitere Formen
- Das Straßenangerdorf ist eine Mischung aus Straßendorf und Angerdorf.